# Armenischer Fußballpokal 2024/25
Der armenische Fußballpokal 2024/25 war die 34. Austragung des Pokalwettbewerbs in Armenien.
Der Sieger erhielt einen Startplatz in der 2. Qualifikationsrunde der UEFA Conference League 2025/26. Titelverteidiger war FC Ararat-Armenia.

## Modus
In den ersten beiden Runden sowie im Finale wurden die Begegnungen in einem Spiel ausgetragen. Bei unentschiedenem Ausgang wurde eine Verlängerung gespielt. Stand danach kein Sieger fest, folgte ein Elfmeterschießen. Das Viertel- sowie Halbfinale wurde mit Hin- und Rückspiel ausgetragen.

## Teilnehmende Teams
| Bardsragujn chumb (11) | Bardsragujn chumb (11)                                                                  | Aradschin chumb (6)                                                                            | Amateure (3)                                  |
| --- | --------------------------------------------------------------------------------------- | ---------------------------------------------------------------------------------------------- | --------------------------------------------- |
| - FC Ararat Jerewan 1 - FC Ararat-Armenia 2 - FC Alaschkert Martuni 1 - Gandsassar Kapan - FC Noah Jerewan 1 - FC Pjunik Jerewan 2 | - BKMA Jerewan - FC West Armenia 1 - FC Schirak Gjumri 1 - FC Urartu Jerewan 1 - FA Wan | - FC Andranik - FC Bentonit Idschewan - FC Sjunik - MIKA Jerewan - Lernajin Arzach - FC Nikarm | - Araks Ararat - FC Cilicia Jerewan - FC Wajk |

## 1. Runde
Teilnehmer: Drei Teams aus der ersten Liga, sechs Teams aus der zweiten Liga und drei Amateure.
| Datum      |                       | Ergebnis |                    |
| ---------- | --------------------- | -------- | ------------------ |
| 20.08.2024 | FC Bentonit Idschewan | 0:2      | Lernajin Arzach    |
| 20.08.2024 | Araks Ararat          | 0:7      | Gandsassar Kapan   |
| 21.08.2024 | FC Andranik           | 0:3      | FA Wan             |
| 21.08.2024 | BKMA Jerewan          | 6:1      | FC Cilicia Jerewan |
| 22.08.2024 | MIKA Jerewan          | 2:1      | FC Wajk            |
| 22.08.2024 | FC Nikarm             | 00:11    | FC Sjunik          |

## 2. Runde
Teilnehmer: Die sechs Sieger der 1. Runde und weitere sechs Erstligisten.
| Datum      |                   | Ergebnis              |                       |
| ---------- | ----------------- | --------------------- | --------------------- |
| 01.10.2024 | MIKA Jerewan      | 0:2                   | Lernajin Arzach       |
| 01.10.2024 | FC Schirak Gjumri | 0:3                   | FA Wan                |
| 02.10.2024 | FC West Armenia   | 2:1                   | FC Sjunik             |
| 02.10.2024 | FC Ararat Jerewan | 1:1 n. V. (4:5 i. E.) | Gandsassar Kapan      |
| 03.10.2024 | BKMA Jerewan      | 0:4                   | FC Urartu Jerewan     |
| 19.02.2025 | FC Noah Jerewan   | 2:0                   | FC Alaschkert Martuni |

## Viertelfinale
Teilnehmer: Die sechs Sieger der 2. Runde sowie Meister FC Pjunik Jerewan und Pokalsieger FC Ararat-Armenia.
| Datum              |                   | Gesamt |                   | Hinspiel | Rückspiel |
| ------------------ | ----------------- | ------ | ----------------- | -------- | --------- |
| 05.03./ 01.04.2025 | FC Urartu Jerewan | 1:3    | FC Ararat-Armenia | 0:1      | 1:2       |
| 05.03./ 01.04.2025 | FC Pjunik Jerewan | 12:4   | Lernajin Arzach   | 7:2      | 5:2       |
| 06.03./ 02.04.2025 | FA Wan            | 6:2    | FC West Armenia   | 3:0      | 3:2       |
| 06.03./ 02.04.2025 | Gandsassar Kapan  | 0:7    | FC Noah Jerewan   | 0:3      | 0:4       |

## Halbfinale
| Datum              |                   | Gesamt          |                   | Hinspiel | Rückspiel |
| ------------------ | ----------------- | --------------- | ----------------- | -------- | --------- |
| 15.04./ 29.04.2025 | FC Pjunik Jerewan | 2:2 (2:4 i. E.) | FC Ararat-Armenia | 0:2      | 2:0 n. V. |
| 16.04./ 30.04.2025 | FC Noah Jerewan   | 2:1             | FA Wan            | 2:0      | 0:1       |

## Finale
| FC Noah Jerewan                                                                        | FC Noah Jerewan | FC Ararat-Armenia | FC Ararat-Armenia |
| -------------------------------------------------------------------------------------- | --- | --- | ----------------- |
| FC Noah Jerewan                                                                        | \| 13. Mai 2025 um 19:00 Uhr AMST in Jerewan (Wasken Sarkissjan Republikanisches Stadion) \| \| Ergebnis: 3:1 (1:1) \| \| Schiedsrichter: Aschot Harutyunyan \| | \| 13. Mai 2025 um 19:00 Uhr AMST in Jerewan (Wasken Sarkissjan Republikanisches Stadion) \| \| Ergebnis: 3:1 (1:1) \| \| Schiedsrichter: Aschot Harutyunyan \| | FC Ararat-Armenia |
| FC Noah Jerewan                                                                        | Ognjen Čančarević – Hovhannes Hambardzumyan (81. Aleksandar Miljković), Gonçalo Silva, Sergey Muradyan, Guðmundur Þórarinsson – Gustavo Sangaré, Yan Eteki (86. Nermin Zolotić) – Bruno Almeida (71. Eraldo Çinari), Imran Oulad Omar (71. Matheus Aiás) – Virgile Pinson (81. Grenik Petrosjan), Hélder Ferreira Cheftrainer: Rui Mota ( Portugal) | Henri Avagyan – Kamo Hovhannisyan, João Queirós, Junior Bueno, Edgar Grigoryan (86. Matthew Gbomadu) – Eric Ocansey, Karen Muradyan (75. Hovhannes Harutyunyan), Alwyn Tera (46. Armen Ambartsumyan) – Jonathan Duarte (67. Schirayr Schaghoyan), Marius Noubissi, Tenton Yenne Cheftrainer: Vardan Minasyan | FC Ararat-Armenia |
| FC Noah Jerewan                                                                        | 1:0 Hélder Ferreira (40.) 2:1 Hélder Ferreira (54.) 3:1 Matheus Aiás (87.) | 1:1 Marius Noubissi (44.) | FC Ararat-Armenia |
| FC Noah Jerewan                                                                        | Virgile Pinson (37.), Yan Eteki (88.), Ognjen Čančarević (90.+4') | Alwyn Tera (12.), Junior Bueno (37.) | FC Ararat-Armenia |
| FC Noah Jerewan                                                                        | Junior Bueno (90.+6') | | FC Ararat-Armenia |
| 13. Mai 2025 um 19:00 Uhr AMST in Jerewan (Wasken Sarkissjan Republikanisches Stadion) | | |                   |
| Ergebnis: 3:1 (1:1)                                                                    | | |                   |
| Schiedsrichter: Aschot Harutyunyan                                                     | | |                   |